# Montclair Art Museum
Montclair Art Museum (w skrócie MAM) – muzeum sztuki w Montclair, w stanie New Jersey założone w 1914 roku, jako jedno z pierwszych muzeów poświęconych sztuce amerykańskiej. Kolekcja muzeum liczy ponad 12 000 eksponatów obejmujących dzieła sztuki amerykańskiej od XVIII wieku do chwili obecnej oraz sztukę rdzennych Amerykanów. George Inness Gallery jest jedyną na świecie galerią poświęconą twórczości największego amerykańskiego pejzażysty.
W 1986 roku neoklasycystyczny, zaprojektowany przez Roberta Randolpha Rossa budynek Montclair Art Museum został wpisany na listę National Register of Historic Places pod nr #86002984. 

## Historia i zbiory
W 1909 roku powołano komisję ds. założenia muzeum sztuki w Montclair. Na jej czele stanął William T. Evans, największy amerykański kolekcjoner sztuki przed I wojną światową. Muzeum otwarto dla publiczności 15 stycznia 1914 roku. Założono przy nim również szkołę artystyczną. MAM było jednym z pierwszych muzeów w Stanach Zjednoczonych zajmujących się głównie gromadzeniem sztuki amerykańskiej (w tym prac artystów współczesnych, nie akademickich) i jednym z pierwszych, poświęconych stworzeniu znaczącej kolekcji sztuki rdzennych Amerykanów i studiom nad nią. W kolekcji MAM znajduje się ponad 12 000 dzieł sztuki amerykańskiej (obrazy, grafiki, rysunki, fotografie i rzeźby) począwszy od XVIII wieku do współczesności, w tym prace takich artystów jak: Benjamin West, Asher Brown Durand, John Singer Sargent, Edward Hopper, Georgia O’Keeffe, Andy Warhol i Roy Lichtenstein, jak również prace artystów młodszych, dopiero wschodzących, jak Louise Lawler, Chakaia Booker, Whitfield Lovell i Willie Cole. George Inness Gallery jest jedyną na świecie galerią poświęconą twórczości George’a Innessa, największego amerykańskiego pejzażysty, który spędził w Montclair ostatnie dziewięć lat swojego życia, począwszy od 1885 roku i który czerpał inspirację z lokalnego krajobrazu. Szkoła artystyczna przy MAM, obecnie Yard School of Art, jest niemal od początku integralnym elementem jego działalności. Została założona w 1924 roku i działa nieprzerwanie od tamtego czasu, oferując całoroczne kursy dla dzieci, młodzieży, dorosłych i seniorów, w tym lekcje rysunku, malarstwa, kolażu, grafiki, pasteli i ilustracji. W 2011 roku uruchomiono dwa nowe kierunki: Studio Ceramiki i Laboratorium Mediów Cyfrowych.
Muzeum odwiedza rocznie 70 000 gości.